# Дунковиця
Дункови́ця — село в Україні, у Кам'янській сільській громаді Берегівського району Закарпатської області.

## Населення
Згідно з переписом УРСР 1989 року чисельність наявного населення села становила 878 осіб, з яких 421 чоловік та 457 жінок.
За переписом населення України 2001 року в селі мешкало 815 осіб. 100 % населення вказало своєю рідною мовою українську мову.

## Герб
Село має історичний герб. В срібному полі із зеленої бази виростає зелене дерево з чорним стовбуром. В лазуровій главі золота корона.

## Історія
Виникнення села Дунковиці відноситься до середини XVII століття, коли Закарпаття поринуло у міжусобні війни Габсбургів та Трансільванії. За народним переказом у дубові споконвічні ліси, що простяглися на території сучасної Дунковиці, прийшли «хащівники». Це люди, що жили у повній злагоді із природою. Їх очолювали два брати: Думко та Линько. Братам сподобалися місцевість куди вони прийшли і вирішили назавжди поселитися тут. Оскільки на чолі ватаги стояв Думко, то і поселення назвали Думковиця.

## Релігія
храм св. Миколи Чудотворця. 1856
Священика Ференца Томаша згадують у 1648 році, у 1692 році Дунковиця є філією с. Горбок. У 1704 році внаслідок війни парохія знелюдніла, церква занепала.
У 1755 році згадують бідну дерев'яну церкву та курну фару. Священиком тоді був Михайло Овсяник. У 1778 році були філії в Горбку і Ромочевиці (без церкви). У 1797 році є згадка про малесеньку церкву, збудовану 1701 pоку, що стояла аж до спорудження мурованої за священика Михайла Барни. Малювання церкви забезпечив 1885 року о. Степан Берлані. На початку XX століття в селі проживало 505 греко-католиків. Нове малювання виконали ужгородські художники Василь Павліщук, Володимир Базан та Стефан Мострянський у 1986 році.
З 1991 року церква знов греко-католицька У 1950 р. був засланий на каторгу парох Дунковиці Андрій Тилищак.

## Туристичні місця
- В південно-східній околиці Дунковиці, в урочищі Ферма — курганна група куштановицької культури. Досліджувалася в 1962 році експедицією УжДУ і Закарпатського краєзнавчого музею.
- храм св. Миколи Чудотворця. 1856

## Відомі люди
Народилися
- Варга Іван Юрійович (1969—2023) — старший сержант Збройних сил України, учасник російсько-української війни.
- Іваньо Іван Васильович (1931—1982) — літературознавець, філософ, філолог.
- Митрик Марія Іванівна — українська художниця.